# Арсени Костенцев
Арсени Георгиев Костенцев е изтъкнат български възрожденски просветен деец, общественик и участник в църковно-националните борби на българите в Македония и Тракия.

## Биография

### Дейност до 1878 г.
Арсени Костенцев е роден през август 1842 година в Ново село, тогава в Османската империя, днес в Северна Македония. Баща му Георги Костенцев е дребен търговец, необразован, но ценящ българската култура, а брат му хаджи Михаил Костенцев също се занимава с книжарство. Арсени Костенцев учи в българско килийно училище в родното си село при даскалите, Василко и Темелко и във взаимното училище при Павел Грозданов, Коце Шикерински и Димитър Павлов. На Петровден 1858 година е избран да чете на български при литургията в Струмица, което силно ядосва гръцкия владика Йеротей, който прави опит за убийството му.
На следващата 1859 година баща му почива и се мести в Струмица при роднините си Костадин и Ташо Раненикови, който през март 1860 година го изпращат за учител в село Робово. В дома на местния родолюбец Мицо Караджата откриват новобългарско училище, първото в Струмишка кааза. След като събират пари за построяване на черква в селото е наклеветен пред властите от гъркомани, арестуван е и е изпратен в Солун. Там се запознава с Георги Гогов и други български просветни дейци, които му помагат да се завърне в селото. В началото на март 1863 повторно е повикан за кратко в Солун след клевети от струмишкия владика. Установява контакт със Стефан Веркович в Сяр, за когото записва народни песни и обичаи. От 1865 до 1866 година учителства в струмишкото село Попчево, а от 1866 до 1867 година във Ваташа, Тиквешко. При учителстването си тук въвежда нови предмети, като българска история, землеописание, краснопис и други.
От Ваташа по заповед на владика Йеротей отново е изпратен под конвой при валията в Солун. Освободен е след поръчителство и обещание да напусне Струмишка епархия. От там заминава за Цариград с намерение да учи в Русия. По пътя пренася важни документи, относно решаването на българския църковен въпрос. В Цариград се запознава с доктор Стоян Чомаков и Петко Славейков. Тук се среща с руския посланик граф Николай Игнатиев, който му съдейства за заминаването за Русия. Впоследствие се отказва и учи за кратко в Измир. С препоръки от Стефан Веркович и Димитър Попгеоргиев е назначен през 1867 - 1868 година за учител в Пехчево. След това учи за кратко в Протестантското училище в Пловдив. От 1868 до 1870 година преподава сред гъркомани и унияти в село Елягюню, Малгарско, където разпространява вестник „Македония“ и друга литература от Петко Славейков. След време е прогонен и от там от гръцки владици, заминава за Цариград като се среща с Антим Видински, Панарет Пловдивски, Евстатий Пелагонийски и Петко Славейков и с други видни дейци на църковната борба. След това се връща в Малгара с разрешение да учителства в селото, като по заръка на Славейков обикаля Малгарската кааза и я описва.
През 1870 година, като слушател в Щипското педагогическо училище усвоява за три месеца от Йосиф Ковачев звучната метода на преподаване. През учебната 1870 - 1871 година е учител в Неготино, където за първи път въвежда в учебния процес звучния метод и гимнастиката. През 1871 година присъства на Учителския събор в Прилеп. През 1871 - 1872 година учителства в Битоля, където главен учител тогава е Димитър Македонски, заменен по-късно от Вълко Нейчов. След годишния изпит напуска учителството и заминава за Щип, където с брат си Михаил Костенцев отваря книжарница. Като пътуващ книжар обикаля Кавадарци, Неготино, Куманово, Крива паланка, Кратово, Кочани, Виница, Царево село, Бобошево, Дупница и Горна Джумая, като пропагандира идеите на кръговете около Петко Славейков и призовава населението за въстание. От 1872 до 1878 година е учител в Горна Джумая, където организира мрежата на Български революционен централен комитет. Заедно с Константин Босилков превръщат началното училище в класно. Участва в ръководството на Горноджумайската община. През лятото на 1874 година всички учители от Самоковската епархия се събират на първия учителски събор. През юли 1875 година Арсени Костенцев силно активизира революционната си дейност в Самоков и Пазарджик, а оттам обикаля цялата Горнотракийска низина, като спира в Пловдив, Асеновград, Калофер, Сопот, Стара Загора и се среща с дейци на революционното дело.
Арсени Костенцев се жени на 20 юли 1876 година за Марийка – дъщеря на богатия джумайски търговец Гоше Дочанов. Руско-турската война го заварва в Горноджумайско. През зимата на 1877 година организира местните милиции за защита от вилнеещи турски части и башибозук. Срещат първите руски войски при село Кочериново. Завръща се в Горна Джумая след освобождаването на града на 24 февруари 1878 година. След това е избран за член на съдебния съвет от Пьотър Алабин по поръка на Марин Дринов.

### Дейност след 1878 г.
Арсени Костенцев през времето на Кресненско-Разложкото въстание остава в Горна Джумая. Застъпва се за обвинения за убийството на Стоян войвода Димитър Попгеоргиев пред руския майор Иван Орлински. След Берлинския конгрес, на който е решено Горноджумайско да остане в пределите на Турция, е изпратен като представител на района до Александър Дондуков-Корсаков с молба Горноджумайско все пак да остане в пределите на България. Среща се също и с международната комисия по предаване на града на турците, която също не постига успех.
След предаването на Горна Джумая на Османската империя през юли 1879 година се заселва в Бобошево със семейството си. През 1880–1881 учебна година е назначен от Министерството на просвещението за преподавател в Софийското еврейско училище, през останалото време заедно с брат си Михаил поддържа книжарницата и пише прошения на евреите срещу заплащане.
През лятото на 1881 година се завръща в Македония като учител в Струмица изпратен от Българската екзархия. С много трудности учителската дейност върви до февруари 1883 година, когато Арсени Костенцев е изпратен в Емборе, където преподава две учебни години (1884 - 1886) в българското училище заедно със Златко Каратанасов и Атанас Попдимитров. Леринският митрополит Калиник се опитва чрез пашата от Селфидже да затвори училището, но с подкуп Костенцев успява да спечели местните власти. За това време побратимява екзархистите и патриаршистите в Екши Су и Суровичево. В Цариград убеждава руския посланик Александър Нелидов да се застъпи срещу вдигането на Екзархията от османската столица по искане на цариградския патриарх. Влиза в конфликт с Емборската българска община и лично екзархът посредничи за изглаждането му.
В Емборе Арсени Костенцев успява да спечели доверието на местния турски разбойник Вели ага и се ползва с покровителството му. През 1886 година след неговото залавяне през Воден, Енидже Вардар, Солун, Сяр, Мелник и Горна Джумая бяга в България при голяма опасност да бъде заловен и заточен. Установява се да живее в София, където работи в държавната администрация. Арсени Костенцев и брат му Михаил се придържат към русофилски политически възгледи и са противници на управлението на Стефан Стамболов.
През ноември 1898 година се нарежда сред основателите на Щипското благотворително братство в София.
По настояване главно на митрополит Методий Кусев пише спомените си, които излизат от печат през 1917 година. Автор на предговора е Иван Вазов. Същата година подписва Мемоара на българи от Македония от 27 декември 1917 година.
Арсени Костенцев умира в София през 1921 година. На негово име в Благоевград има кръстени улица, училище и читалище.

## Родословие
|  |  |  |  |                               |                               |                               |                               |                                |                                |                                |                                |                                |                                |                                |                                |                                |                                |                                |                                |                                |                                |                           |                           |                                |                                |                                |                                |                                |                                |  |  |                 |                 |                 |                 |                 |                 |  |  |  |  |  |  |  |  |  |  |  |  |
|  |  |  |  |                               |                               |                               |                               |                                |                                |                                |                                |                                |                                |                                |                                |                                |                                |                                |                                |                                |                                |                           |                           |                                |                                |                                |                                |                                |                                |  |  |                 |                 |                 |                 |                 |                 |  |  |  |  |  |  |  |  |  |  |  |  |
|  |  |  |  |                               |                               |                               |                               |                                |                                |                                |                                |                                |                                |                                |                                | Георги Костенцев               | Георги Костенцев               | Георги Костенцев               | Георги Костенцев               | Георги Костенцев               | Георги Костенцев               |                           |                           |                                |                                |                                |                                |                                |                                |  |  | Костенцев       | Костенцев       | Костенцев       | Костенцев       | Костенцев       | Костенцев       |  |  |  |  |  |  |  |  |  |  |  |  |
|  |  |  |  |                               |                               |                               |                               |                                |                                |                                |                                |                                |                                |                                |                                | Георги Костенцев               | Георги Костенцев               | Георги Костенцев               | Георги Костенцев               | Георги Костенцев               | Георги Костенцев               |                           |                           |                                |                                |                                |                                |                                |                                |  |  | Костенцев       | Костенцев       | Костенцев       | Костенцев       | Костенцев       | Костенцев       |  |  |  |  |  |  |  |  |  |  |  |  |
|  |  |  |  |                               |                               |                               |                               |                                |                                |                                |                                |                                |                                |                                |                                |                                |                                |                                |                                |                                |                                |                           |                           |                                |                                |                                |                                |                                |                                |  |  |                 |                 |                 |                 |                 |                 |  |  |  |  |  |  |  |  |  |  |  |  |
|  |  |  |  |                               |                               |                               |                               | Михаил Костенцев (1832 – 1929) | Михаил Костенцев (1832 – 1929) | Михаил Костенцев (1832 – 1929) | Михаил Костенцев (1832 – 1929) | Михаил Костенцев (1832 – 1929) | Михаил Костенцев (1832 – 1929) |                                |                                | Мария Костенцева (1849 – 1929) | Мария Костенцева (1849 – 1929) | Мария Костенцева (1849 – 1929) | Мария Костенцева (1849 – 1929) | Мария Костенцева (1849 – 1929) | Мария Костенцева (1849 – 1929) |                           |                           | Арсени Костенцев (1842 – 1921) | Арсени Костенцев (1842 – 1921) | Арсени Костенцев (1842 – 1921) | Арсени Костенцев (1842 – 1921) | Арсени Костенцев (1842 – 1921) | Арсени Костенцев (1842 – 1921) |  |  | Антон Костенцев | Антон Костенцев | Антон Костенцев | Антон Костенцев | Антон Костенцев | Антон Костенцев |  |  |  |  |  |  |  |  |  |  |  |  |
|  |  |  |  |                               |                               |                               |                               | Михаил Костенцев (1832 – 1929) | Михаил Костенцев (1832 – 1929) | Михаил Костенцев (1832 – 1929) | Михаил Костенцев (1832 – 1929) | Михаил Костенцев (1832 – 1929) | Михаил Костенцев (1832 – 1929) |                                |                                | Мария Костенцева (1849 – 1929) | Мария Костенцева (1849 – 1929) | Мария Костенцева (1849 – 1929) | Мария Костенцева (1849 – 1929) | Мария Костенцева (1849 – 1929) | Мария Костенцева (1849 – 1929) |                           |                           | Арсени Костенцев (1842 – 1921) | Арсени Костенцев (1842 – 1921) | Арсени Костенцев (1842 – 1921) | Арсени Костенцев (1842 – 1921) | Арсени Костенцев (1842 – 1921) | Арсени Костенцев (1842 – 1921) |  |  | Антон Костенцев | Антон Костенцев | Антон Костенцев | Антон Костенцев | Антон Костенцев | Антон Костенцев |  |  |  |  |  |  |  |  |  |  |  |  |
|  |  |  |  |                               |                               |                               |                               |                                |                                |                                |                                |                                |                                |                                |                                |                                |                                |                                |                                |                                |                                |                           |                           |                                |                                |                                |                                |                                |                                |  |  |                 |                 |                 |                 |                 |                 |  |  |  |  |  |  |  |  |  |  |  |  |
|  |  |  |  | Август Розентал (1876 – 1912) | Август Розентал (1876 – 1912) | Август Розентал (1876 – 1912) | Август Розентал (1876 – 1912) | Август Розентал (1876 – 1912)  | Август Розентал (1876 – 1912)  |                                |                                | Райна Костенцева (1885 – 1967) | Райна Костенцева (1885 – 1967) | Райна Костенцева (1885 – 1967) | Райна Костенцева (1885 – 1967) | Райна Костенцева (1885 – 1967) | Райна Костенцева (1885 – 1967) |                                |                                | Макс Мецгер (1898 – 1979)      | Макс Мецгер (1898 – 1979)      | Макс Мецгер (1898 – 1979) | Макс Мецгер (1898 – 1979) | Макс Мецгер (1898 – 1979)      | Макс Мецгер (1898 – 1979)      |                                |                                |                                |                                |  |  |                 |                 |                 |                 |                 |                 |  |  |  |  |  |  |  |  |  |  |  |  |
|  |  |  |  | Август Розентал (1876 – 1912) | Август Розентал (1876 – 1912) | Август Розентал (1876 – 1912) | Август Розентал (1876 – 1912) | Август Розентал (1876 – 1912)  | Август Розентал (1876 – 1912)  |                                |                                | Райна Костенцева (1885 – 1967) | Райна Костенцева (1885 – 1967) | Райна Костенцева (1885 – 1967) | Райна Костенцева (1885 – 1967) | Райна Костенцева (1885 – 1967) | Райна Костенцева (1885 – 1967) |                                |                                | Макс Мецгер (1898 – 1979)      | Макс Мецгер (1898 – 1979)      | Макс Мецгер (1898 – 1979) | Макс Мецгер (1898 – 1979) | Макс Мецгер (1898 – 1979)      | Макс Мецгер (1898 – 1979)      |                                |                                |                                |                                |  |  |                 |                 |                 |                 |                 |                 |  |  |  |  |  |  |  |  |  |  |  |  |
|  |  |  |  |                               |                               |                               |                               |                                |                                |                                |                                |                                |                                |                                |                                |                                |                                |                                |                                |                                |                                |                           |                           |                                |                                |                                |                                |                                |                                |  |  |                 |                 |                 |                 |                 |                 |  |  |  |  |  |  |  |  |  |  |  |  |
|  |  |  |  |                               |                               |                               |                               | Август Розентал                | Август Розентал                | Август Розентал                | Август Розентал                | Август Розентал                | Август Розентал                |                                |                                | Ингеборг Мецгер-Клет           | Ингеборг Мецгер-Клет           | Ингеборг Мецгер-Клет           | Ингеборг Мецгер-Клет           | Ингеборг Мецгер-Клет           | Ингеборг Мецгер-Клет           |                           |                           |                                |                                |                                |                                |                                |                                |  |  |                 |                 |                 |                 |                 |                 |  |  |  |  |  |  |  |  |  |  |  |  |